# Antonios Diogenes
Antonios Diogenes war der Verfasser eines antiken Romans, dessen Titel als Τὰ ὑπὲρ Θούλην ἄπιστα (Ta hyper tulen apista „Wunderdinge jenseits von Thule“) überliefert ist. Häufig wird der Roman auch einfach als Apista (von ἀπιστέω „nicht glauben“, „bezweifeln“) zitiert. Der Roman umfasste 24 Bücher, von denen außer einer Inhaltsangabe in der „Bibliotheke“ des Photios, einem Zitat bei Porphyrios und einigen Papyrusfragmenten nichts überliefert ist. Der Roman wird in das 1. oder 2. Jahrhundert datiert. Über die Person des Verfassers ist weiter nichts bekannt.

## Datierung
Photios meinte aufgrund der Rahmenerzählung aus der Zeit Alexanders den Roman und den ihm unbekannten Autor in die Anfangszeit des Hellenismus datieren zu können. Erwin Rohde, der sich in der Neuzeit als erster eingehend mit dem Roman befasste, wies demgegenüber darauf hin, dass allein schon aufgrund des Namens, der den Autor als Klienten oder Freigelassenen eines Römers mit Gentilnamen Antonius ausweist, frühestens das 1. Jahrhundert v. Chr. in Frage komme. Rhode selbst nahm als wahrscheinlichsten Entstehungszeitraum das 1. Jahrhundert n. Chr. an. Anhand der Datierung zweier Papyrus-Fragmente setzt die Forschung heute das Ende des 2. oder den Anfang des 3. Jahrhunderts n. Chr. als Terminus ante quem an. Wäre der Roman, wie schon Photios annahm, als eines der Vorbilder der „Wahren Geschichten“ Lukians von Samosata anzusehen, so könnte er auch noch genauer in das 2. Jahrhundert, nach Holzberg auf vor 150 n. Chr., datiert werden, die Abhängigkeit ist in der jüngeren Lukianforschung jedoch verneint oder eine Abhängigkeit in umgekehrter Richtung als nicht auszuschließende Möglichkeit erwogen worden, sodass sich daraus kein verlässlicher Anhaltspunkt für die Datierung ergibt.

## Zusammenfassung derApistabei Photios
Was heute vom Inhalt des Romans bekannt ist, wissen wir aus der Zusammenfassung des Photios. Weder die beiden Abschnitte bei Porphyrios, in denen er die Apista als historische Quelle für sein Leben des Pythagoras verwendet, noch die wenigen erhaltenen Papyrusfragmente erweitern unsere Kenntnisse von Struktur und Inhalt des Romans nennenswert.
Photios lobt zunächst das Werk in hohen Tönen wegen der Reinheit des Stils, der Klarheit und der Glaubwürdigkeit in der Gestaltung. Die Zusammenfassung des Inhalts, die er dann aber gibt, erzeugt allerdings einen verwirrenden Eindruck, vor allem wegen der zahlreichen ineinander geschachtelten Erzählebenen.
Der Roman beginnt auf der äußersten Ebene damit, dass der Autor an einen gewissen Faustinus schreibt und berichtet, er sei dabei, für seine Schwester Isidora – die dergleichen Bücher liebe – ein Werk über die jenseits von Thule zu findenden Wunderdinge zu verfassen; entsprechend folgt ein Widmungsbrief des Autors an seine Schwester.
Den ersten eigentlichen Rahmen bildet dann ein Brief von Balakros, einem historisch bezeugten Somatophylax Alexanders des Großen an seine ebenfalls historische Frau Phila, der ältesten Tochter des Antipatros. Balakros berichtet, dass nach der Eroberung von Tyros ein Soldat zu Alexander gekommen sei, der dem König von einem seltsamen Fund berichtete. Alexander habe dann in Begleitung der Generäle Hephaistion und Parmenion sich in eine Gruft begeben, in der sich mehrere Steinsarkophage befanden. Die Inschriften der Sarkophage lauteten:
- „Lysilla, lebte 35 Jahre“
- „Mnason, Sohn des Mantinas, lebte 66 Jahre, dann 71 Jahre“
- „Aristion, Sohn des Philokles, lebte 47 Jahre, dann 52 Jahre“
- „Mantinias, Sohn des Mnason, lebte 42 Jahre und 706 Nächte“
- „Derkyllis, Tochter des Mnason, lebte 39 Jahre und 760 Nächte“
- „Dinias der Arkadier, lebte 125 Jahre“

Damit sind einige Hauptfiguren des Romans schon genannt. Als Schlüssel fand sich dann noch ein Kasten aus Zypressenholz mit der Aufschrift: „Fremder, wer immer du seist, öffne, um aus den Wundern zu lernen.“ Was Alexander und seine Begleiter natürlich tun und in dem Kasten den Bericht von Dinias und Derkyllis finden, die dann den Haupterzählstrang des Romans bilden.
Dinias und dessen Sohn Demochares werden auf einer Reise an die äußersten Ränder der Oikumene, der in der Antike bekannten Welt, verschlagen. Jenseits des Pontus gelangen sie zu den Riphäischen Bergen und an die Quellen des Flusses Tanais. Da es dort zu kalt wird, reisen sie weiter nach Osten, bis an die äußere See, und landen nach einer weiten Fahrt über den Okeanos, in deren Verlauf drei Reisegefährten namens Karmanes, Meniskos und Azulis sich ihnen anschließen, endlich auf der sagenhaften Insel Thule.
Dort finden sie eine Frau namens Derkyllis vor, die aus einer vornehmen tyrischen Familie stammt. Dinias verliebt sich in Derkyllis, die ihm von den ihrem und ihres Bruders vielfach verschlungenem Schicksal erzählt. Dies und seine eigenen Erlebnisse schildert der alt gewordene Dinias in Tyros einem gewissen Kymbas, einem Gesandten der „Gemeinschaft der Arkader“, der ihn zurück in die Heimat holen sollte.
Dinias erzählt also, was Derkyllis und ihrem Bruder Mantinias zugestoßen war, nachdem deren Eltern einen ägyptischen Priester namens Paapis, der aus seiner Heimat hatte fliehen müssen, in ihrem Haus aufgenommen hatten. Zunächst zeigte sich dieser Priester voll Dankbarkeit gegenüber seinen Wohltätern, bald aber schon brachte er Unglück über das Haus und vor allem die beiden Geschwister. Diese hatten den Eltern in bester Absicht ein angeblich wohltätiges Zaubermittel verabreicht, dass diese aber in einen todesähnlichen Schlaf sinken ließ. Da die Geschwister nun meinten, ihre Eltern ermordet zu haben, mussten sie fliehen, kamen zuerst nach Rhodos und Kreta, dann zu den Tyrrhenern und schließlich zu den Kimmerern.
Hier ist weniger an das asiatische Reitervolk, sondern eher an die von Strabon erwähnten Κιμμέριοι Höhlenbewohner zu denken, die beim Lacus Avernus lebten, dem in der Nähe des italienischen Cumae gelegenen vulkanischen Sees, der als Eingang zur Unterwelt galt. Dort, tief im Land der Barbaren und am Rand der bekannten Welt, findet Derkyllis den Eingang des Hades und trifft eine verstorbene Dienerin namens Myrto, die sie über die Geheimnisse der unteren Welten belehrt.
Aus dem Hades zurückgekehrt, kommt Derkyllis mit ihren Begleitern Keryllos und Astraios zum „Grab der Sirene“, worunter nach Rohde das bei Neapolis gelegene Grabmal der Sirene Parthenope zu verstehen ist. Dann folgen offenbar jene Abschnitte über das Leben des Pythagoras, die von Porphyrios in dessen Biographie des Pythagoras zitiert werden. Astraios erzählt, wie Mnesarchos, der Vater der Pythagoras, einst auf einer Reise ein unter einer Weißpappel liegendes Kind fand, dass ohne zu blinzeln in die Sonne sah und von der Pappel tropfenden, nährenden Tau aus einem Röhrchen sog. Mnesarchos nahm dieses Wunderkind mit sich, gab es zunächst auf Samos bei einem Bürger namens Androkles in Pflege. Schließlich adoptierte er den Knaben, den er Astraios nannte, und erzog ihn zusammen mit seinen leiblichen Söhnen Eunostos, Tyrrhenos und Pythagoras. Astraios berichtet nun, Androkles hätte die Erziehung des Pythagoras in die Hand genommen, und diesen, nachdem er ihn im Leierspiel, Ringkampf und in der Malerei hatte ausbilden lassen, zu dem Philosophen Anaximander nach Milet und dann zum Erlernen der tiefsten Weisheit zu den Ägyptern, Arabern, Chaldäern und den Hebräern gesandt. Er selbst, Astraios, sei dem Pythagoras übergeben worden, der ihn nach einer physiognomischen Prüfung als Schüler annahm. Soweit der Bericht des Astraios, in dem er auch wiedergibt, was er von einer Frau namens Philotis über Pythagoras und seine Lehren gehört hatte, was möglicherweise dem entspricht, was unter Berufung auf Diogenes von Porphyrios über die Lebensweise des Pythagoras berichtet wird.
Anschließend gelangt die aus Derkyllis, Keryllos und Astraios bestehende Gruppe nach Iberien, zunächst in eine Stadt, deren Bewohner bei Tage blind sind und dafür nachts sehen können und deren Feinden Astraios mit Hilfe einer Flöte Schaden zufügt, dann zu den blutrünstigen Kelten, denen sie auf Pferden von wechselnder Farbe entflohen, nach Aquitanien, wo Astraios besonders geschätzt wurde, da das Ab- und Zunehmen seiner Augen dem Ab- und Zunehmen des Mondes entsprach, der Mondwechsel dort aber Herrschaftswechsel zweier Könige regelte, worüber es bislang zum Streit kam, dann wieder zurück nach Iberien zu den Artabrern, bei denen die Weiber in den Krieg zogen, während die Männer im Heim blieben und sich um die Hausarbeit kümmerten. Bei den Asturern ereilt den Keryllos die Strafe für eine alte Schuld und er stirbt.
Schließlich gelangt Derkyllis wiederum nach Italien und Sizilien, wo sie beim Berg Eryx gefangen genommen und vor Ainesidemos, den Tyrannen von Leontinoi geführt wird. Dort findet sie zu ihrer Bestürzung Paapis, den ägyptischen Priester, am Hof des Tyrannen, zu ihrer Freude aber auch endlich wieder ihren Bruder Mantinias, der inzwischen selbst die seltsamsten Schicksale erlebt und bis über den Rand der Welt gereist ist. Nun berichtet er seiner Schwester von der Reise in die Gefilde von Mond und Sonne. Speziell dieser Bericht scheint von Lukian in dessen „Wahrer Geschichte“ parodiert worden zu sein.
Die wieder vereinten Geschwister fliehen vor Paapis, nicht ohne diesem seine Zauberbücher und den Kasten mit Zauberpflanzen gestohlen zu haben. Sie fliehen über Rhegion nach Metapont, dem Zentrum der Pythagoreer, wo sie Astraios wieder treffen und mit ihm die Flucht fortsetzen, bis sie zu den Geten und Thrakern kommen, wo sie den pythagoreischen Propheten Zalmoxis treffen. Zalmoxis prophezeit den Geschwistern, dass sie schließlich nach Thule gelangen und dort den unabsichtlich an den Eltern verübten Frevel durch das Erleiden eines ähnlichen Schicksals sühnen würden. Die Prophezeiung trifft dann auch ein: die Geschwister gelangen nach Thule und werden dort von ihrem Verfolger Paapis gestellt. Paapis spuckt ihnen ins Gesicht, worauf sie in einen todesähnlichen Schlaf sinken. Thruscanes, ein Bewohner Thules, der Zeuge dieses vermeintlichen Mordes wird, tötet daraufhin Paapis und anschließend sich selbst. Die Geschwister werden für tot gehalten und daher beerdigt. In der Nacht erwachen sie, und es stellt sich heraus, dass der Fluch des Paapis darin besteht, nur in der Nacht zu leben, tagsüber aber wie tot zu sein.
Schließlich findet Azulis, der oben erwähnte Begleiter von Dinias und Demochares, beim Studium der Zauberbücher des Paapis das Mittel, nicht nur Derkyllis und Mantinias von ihrem Fluch zu erlösen, sondern auch die Eltern der beiden aus dem Zustand des Scheintodes zu wecken. Zu diesem Zweck machen die Geschwister zusammen mit Azulis sich auf den Heimweg nach Tyros. Dinias dagegen reist mit Karmanes und Meniskos weiter nach Norden, wo sie in das Gebiet ewiger Nacht und endlich auf den Mond gelangen, wo die Sibylle jedem der Reisenden einen Wunsch freistellt. Dinias wünscht sich zurück zu seiner Geliebten nach Tyros, was ihm gewährt wird. Er schläft ein, erwacht in Tyros und alle sind glücklich vereint.

## Deutung
Da es sich um ein mit 24 Büchern recht umfangreiches Werk handelt und der von Photios wiedergegebene Inhalt diesem Umfang nicht so recht zu entsprechen scheint, hat man angenommen, dass ein erheblicher Teil des Inhalts paradoxographisches Material sei. Die Annahme wird auch dadurch gestützt, dass Photios ausdrücklich von Abschweifungen und Einschüben spricht.
Was Deutung und Einordnung des Werkes anbelangt, beschäftigt sich die Forschung hauptsächlich mit zwei miteinander verknüpften Fragen. Zum einen betreffend die Natur des Romans: Dass die Lehren der Pythagoreer im Roman eine gewisse Rolle spielen, ist offensichtlich. Aber wie ist er zu lesen? Handelt es sich um Unterhaltungsliteratur, in die, um auch beim gebildeten Publikum Interesse zu wecken, Gelehrsames und Religiöses mit eingewoben wurden, oder handelt es sich umgekehrt um einen Mysterienroman, der nur an der Oberfläche als triviale Reise- und Liebesgeschichte erscheint?
Die Lesung als Mysterienroman wurde schon früh von Karl Bürger vertreten und in letzter Zeit von Reinhold Merkelbach. Rohde weist auf diverse Bezugnahmen zur pythagoreischen Religion hin, ohne den Roman geradezu als Mysterienbuch zu interpretieren. Im Zusammenhang damit erscheint die andere Frage: Dass es einen Bezug zwischen der „Wahren Geschichte“ des Lukian und der Apista gibt, ist unbestritten. Doch wie stark ist er, und was genau ist in der „Wahren Geschichte“ Gegenstand der Parodie? Richtet sich die Parodie gegen das Genre der Schwindelgeschichte – oder soll eine ganz bestimmte religiöse Richtung lächerlich gemacht werden. Und wenn Lukian hier Sektenkritik treibt, welche Sekte genau meint er?
Klaus Reyhl ging in seiner Dissertation von einer sehr starken Abhängigkeit aus, die es geradezu erlaubt hätte, die Apista aufgrund der „Wahren Geschichte“ zumindest in Teilen zu rekonstruieren. Diese Sicht fand keine allgemeine Akzeptanz, insbesondere Morgan lehnte die Thesen Reyhls in seiner Untersuchung zu „Wahrer Geschichte“ und Apista rundweg ab.
Ein weiteres Problem ist selbstverständlich das Fehlen des Textes. Vergleiche überlieferter Texte (z. B. der Aithiopika des Heliodoros von Emesa) mit den entsprechenden Inhaltsangaben bei Photios mahnen zur Vorsicht. Weit reichende Schlussfolgerungen auf die in Relation zum Umfang des Werkes doch recht knappe, teilweise schwer verständliche und stellenweise wirre Zusammenfassung zu stützen, könnte sich als zu spekulativ erweisen.

## Überlieferung
- Photios, Bibliotheca cod. 166, 109a5-112a12[11]
- Porphyrios, Leben des Pythagoras 10–14 und 32–36
- Eusebius, Contra Hieroclem 17[12]
- PSI 1177[13]
- Oxyrhynchus Papyri:

- POxy XLII 3012
- POxy LXX 4760
- POxy LXX 4761 (unsicher)

- P. Dubl. C. 3 (unsicher)[17]
- P. Gen. inv. 187 (unsicher)[18]
- P. Mich. Inv. 5 (unsicher)[19]